# El Grinch (película de 2000)
El Grinch (cuyo título original es How the Grinch Stole Christmas o Dr. Seuss' How the Grinch Stole Christmas) es una película estadounidense de fantasía y comedia de 2000, basada en el libro infantil homónimo escrito por el Dr. Seuss y publicado en 1957. La película está dirigida por Ron Howard, quien también la produjo junto a Brian Grazer a través de la productora de ambos, Imagine Entertainment, a partir de un guion de Jeffrey Price y Peter S. Seaman. Es la primera adaptación de un libro del Dr. Seuss en forma de largometraje, y una de las dos adaptaciones de los libros de Seuss en imagen real, junto con El Gato (2003). Se trata de la segunda adaptación del libro, tras el cortometraje animado realizado por Chuck Jones en 1966, del que la película toma prestadas algunas canciones y características de los personajes, como el color verde del Grinch. 
La película está narrada por Anthony Hopkins y protagonizada por Jim Carrey como el personaje protagonista, junto a Taylor Momsen, Jeffrey Tambor, Christine Baranski, Bill Irwin y Molly Shannon en papeles secundarios. Cuenta la historia del Grinch, una criatura verde, peluda y solitaria que vive en una cueva en lo alto de una montaña, que detesta la Navidad y a los alegres habitantes de Villa Quién, y se propone sabotear su celebración navideña.
El Grinch fue distribuida por Universal Pictures y estrenada en Estados Unidos el 17 de noviembre de 2000. Recibió opiniones variadas por parte de los críticos, que elogiaron la banda sonora, la interpretación de Carrey, los efectos visuales, el vestuario y el maquillaje realizado por Rick Baker, pero al mismo tiempo criticaron su estilo de humor y algunos aspectos del guion. La película recaudó más de 345 millones de dólares en todo el mundo y lideró la taquilla en Estados Unidos durante cuatro semanas consecutivas, convirtiéndose en la sexta película más taquillera de 2000 y en la segunda película navideña más taquillera de todos los tiempos, sólo por detrás de Home Alone (1990), hasta que ambas películas fueron superadas en 2018 por la nueva adaptación del cuento realizada en animación por ordenador.
En la 73.ª edición de los premios Óscar, El Grinch ganó el premio al mejor maquillaje, además de ser nominada a mejor diseño de producción y mejor diseño de vestuario. Por su interpretación, Carrey fue nominado al Globo de Oro al mejor actor - Comedia o musical.

## Argumento
Dentro de un copo de nieve se encuentra el pueblo de Villa Quién, cuyos habitantes, los Quién, hacen frenéticos preparativos para la Navidad, que consideran la fiesta más importante del año y celebran con felicidad y alegría. Todos excepto el Grinch, un ser verde, peludo y amargado con un corazón dos tallas más pequeño de lo normal, que odia profundamente la Navidad y vive en una cueva en lo alto de una montaña al norte de Villa Quién con la única compañía de su perro Max, y es temido por todos los Quién. Mientras tanto, la pequeña Cindy Lou, de seis años, cree que en Villa Quién se está perdiendo el verdadero significado de la Navidad, al ver que todo el mundo se preocupa demasiado por los regalos, decoraciones y celebraciones y muy poco por las relaciones personales. Después de encontrarse con el Grinch en la oficina de correos y que él la salve de mala gana cuando cae en una máquina clasificadora de correo, Cindy decide investigar su historia y averiguar la razón de su odio hacia la Navidad.
Cindy entrevista a varios habitantes del pueblo y descubre que el Grinch llegó a Villa Quién una Nochebuena y fue adoptado por dos mujeres. Aunque ya era algo reacio a la Navidad, no era tan antipático y malicioso como más tarde se volvería; era más bien tímido y le gustaba Martha May, la niña más guapa de la escuela, que correspondía a sus sentimientos. Otro de sus compañeros, Augustus, comenzó a burlarse de él por su aspecto diferente, celoso de que Martha se fijara más en el Grinch que en él. Una Navidad, el Grinch construyó un adorno en forma de ángel como regalo para Martha, pero tras un intento de afeitarse para mejorar su aspecto, al día siguiente llegó a la escuela con la cara llena de cicatrices. Al ver sus heridas, todos sus compañeros, excepto Martha, se rieron de él, lo que hizo que el Grinch, enfurecido, declarara su odio a la Navidad y escapara a lo alto de la montaña, donde ha vivido en soledad desde entonces.
Decidida a incluir al Grinch en las celebraciones navideñas, Cindy propone que sea el invitado de honor en la fiesta de Villa Quién, algo a lo que Augustus, ahora alcalde del pueblo, se opone totalmente. Sin embargo, inspirados por el altruismo de Cindy, los demás Quién apoyan su idea. Cindy va hasta la cueva del Grinch para ofrecerle la invitación y él acepta asistir a regañadientes, al ver la oportunidad de vencer a su rival de la infancia y volver a ver a Martha. En la fiesta, el Grinch participa en varias pruebas y juegos y comienza a disfrutar realmente, pero cuando llega el momento del intercambio de regalos, Augustus le regala una afeitadora eléctrica, recordándole la humillación de su infancia. También le propone matrimonio a Martha, entregándole como regalo un gran anillo y un automóvil nuevo. Todo ello hace que el Grinch, furioso, se enfrente a los Quién por su consumismo, diciéndoles que para ellos la Navidad sólo consiste en hacer regalos que más tarde acabarán tirando a la basura, la cual más tarde llega al vertedero cercano a su cueva. Luego afeita la cabeza del alcalde, incendia el árbol de Navidad de la plaza y causa un alboroto destructivo en el pueblo antes de retirarse de nuevo a su cueva. Sin embargo, los Quién siguen dispuestos a celebrar la Navidad e instalan un árbol de repuesto.
Enfadado por tener que soportar otra molesta y ruidosa Navidad, el Grinch idea un plan para robar a los Quién todos sus regalos, adornos y comida mientras duermen para evitar así que llegue la Navidad. Se hace un disfraz de Papá Noel, construye un trineo motorizado y disfraza a Max de reno, y a continuación se dirige a Villa Quién. La primera casa en la que entra es la de Cindy, y cuando ella le descubre robando el árbol de Navidad, la engaña haciéndose pasar por el verdadero Papá Noel para poder escapar. Después de cargar en el trineo todos los regalos y adornos del pueblo, el Grinch lo lleva hasta la cima de la montaña, con la intención de destruirlo todo. A la mañana siguiente, cuando los Quién descubren que les han robado, Augustus culpa a Cindy de arruinar la Navidad al querer invitar al Grinch. Sin embargo, Lou, el padre de Cindy, sale en defensa de su hija, explicando al alcalde y a todos los demás que finalmente ha entendido lo que Cindy ha estado tratando de decirle a todo el pueblo: que la Navidad consiste en estar junto a los seres queridos, no en regalos y decoraciones. Inspirados por sus palabras, todos los Quien se cogen de la mano y empiezan a cantar alrededor del árbol, demostrando que su espíritu navideño permanece intacto.
Mientras el Grinch se dispone a arrojar el trineo cargado con todos los regalos robados desde la cima de la montaña, escucha el canto de los Quién y se enfurece al comprobar de que su plan para arruinar la Navidad ha fracasado. Sin embargo, el Grinch acaba comprendiendo el verdadero significado de la Navidad y su pequeño corazón se hace tres veces más grande. Mientras tanto, el trineo está a punto de caer desde lo alto de la montaña con todos los regalos. El Grinch intenta desesperadamente impedirlo, pero el trineo es demasiado pesado. Al ver que Cindy, que ha venido a pasar la Navidad con él, también está en el trineo junto con los regalos, el Grinch gana las fuerzas suficientes para levantar el trineo y poner a salvo los regalos y a Cindy, y bajan juntos hasta el pueblo para devolverlo todo.
Al llegar a Villa Quién, el Grinch pide perdón por sus actos y se entrega a la policía, pero los Quién aceptan sus disculpas y le perdonan, a pesar de las protestas de Augustus. Martha le devuelve el anillo y rechaza su propuesta de matrimonio, declarando su amor por el Grinch. Finalmente, el Grinch, ya reformado, celebra el banquete de Navidad con los Quién en su cueva, donde es él quien trincha el asado.

## Reparto
- Jim Carrey – El Grinch, un ser verde, peludo, malhumorado y misántropo que desprecia la Navidad y las celebraciones de los habitantes de Villa Quién. Carrey aceptó el papel después de escuchar una grabación de un coro infantil interpretando la canción You're a Mean One, Mr. Grinch. Antes de que Carrey fuera elegido para el papel, fueron considerados otros actores como Jack Nicholson y Eddie Murphy.
  - Josh Ryan Evans – El Grinch a los ocho años. Fue el último papel cinematográfico de Evans antes de su muerte en 2002.[5]
- Taylor Momsen – Cindy Lou Quién, una niña que cree que en Villa Quién se está perdiendo el verdadero sentido de la Navidad y que entabla una amistad con el Grinch, al estar convencida de que en realidad no es malo, sino un incomprendido. Momsen tenía seis años cuando hizo el papel, mientras que en el libro original de 1957 y en el cortometraje animado de 1966 se dice que el personaje «no tiene más de dos».
- Jeffrey Tambor – Augustus May Quién, el corrupto, pomposo, arrogante y codicioso alcalde de Villa Quién, quien también era el matón que acosaba al Grinch en su infancia.
  - Ben Bookbinder – Augustus May Quién a los ocho años, quien se burla del Grinch por su aspecto, celoso de que Martha May se fijara en él.
- Christine Baranski – Martha May Quiénvier, el amor platónico de la infancia del Grinch. El alcalde Augustus May Quién también siente algo por ella, pero a Martha no le gusta debido a su arrogancia.
  - Landry Allbright – Martha May a los ocho años, quien muestra afecto por el Grinch y no le gusta que los otros niños de la escuela se burlen de él.
- Bill Irwin como Lou Lou Quién, el jefe de correos de Villa Quién, esposo de Betty y padre de Cindy, Drew y Stu.
- Molly Shannon – Betty Lou Quién, esposa de Lou y madre de Cindy, Stu y Drew.
- Anthony Hopkins – El narrador. Hopkins grabó toda la narración de la película en un solo día.[6][7]
- Kelley – Max, el perro mascota y única compañía del Grinch. Para interpretar a Max se utilizaron seis perros en total.[8] El principal de ellos era una perra llamada Kelley, que fue rescatada de una perrera por Ron Howard.[9] A los otros perros se les cortó y tiñó el pelo de manera que se parecieran a Kelley.[10]
  - Frank Welker realizó los efectos vocales de Max. Welker también interpretó la voz de Max en el corto animado The Grinch Grinches the Cat in the Hat (1982).
- Clint Howard – Quiénbris, el adulador sirviente y ayudante del alcalde.
  - Reid Kirchenbauer – Quiénbris a los ocho años.
- Mindy Sterling – Clarnella, una de las dos madres adoptivas del Grinch.
- Rachel Winfree – Rose, una de las dos madres adoptivas del Grinch.
- Jeremy Howard – Drew Lou Quién, uno de los hijos de Lou y Betty, y hermano mayor de Cindy.
- T.J. Thyne – Stu Lou Quién, el otro hermano mayor de Cindy.
- Jim Meskimen – Jefe de policía de Villa Quién.
- Mary Stein – Miss Rue Quién, la maestra de escuela del Grinch en su infancia, que luego se convierte en la maestra de Cindy.
- Deep Roy – Empleado de correos.
- Verne Troyer – Miembro de la banda de música.
- Rance Howard – Anciano cronometrador.

### Doblaje
| Personaje            | Actor original (EE. UU.) | Actor de doblaje (España)                  | Actor de doblaje (Hispanoamérica)       |
| -------------------- | ------------------------ | ------------------------------------------ | --------------------------------------- |
| El Grinch            | Jim Carrey               | Luis Posada Xavier Ribera-Vall (canciones) | Mario Castañeda Rubén Cerda (canciones) |
| El Grinch            | Josh Ryan Evans (niño)   | Masumi Mutsuda                             | Luis Daniel Ramírez                     |
| Cindy Lou Quién      | Taylor Momsen            | Michelle Jenner                            | Mitzy Corona Leyla Rangel (canciones)   |
| Augustus May Quién   | Jeffrey Tambor           | Joaquín Díaz                               | Gerardo Reyero                          |
| Augustus May Quién   | Ben Bookbinder (niño)    | Ian Lleonart                               | Claudio Velázquez                       |
| Martha May Quiénvier | Christine Baranski       | Alicia Laorden                             | Rebeca Manríquez                        |
| Martha May Quiénvier | Landry Allbright (niña)  | Isabel Valls                               | Gaby Ugarte                             |
| Lou Lou Quién        | Bill Irwin               | Luis Fenton                                | Octavio Rojas                           |
| Betty Lou Quién      | Molly Shannon            | María Jesús Lleonart                       | Rocío Garcel                            |
| Quiénbris            | Clint Howard             | Alberto Mieza                              | Carlos Íñigo                            |
| Drew Lou Quién       | Jeremy Howard            | Albert Trifol Segarra                      | José Antonio Macías                     |
| Stu Lou Quién        | T.J. Thyne               | Aleix Estadella                            | Irwin Daayán                            |
| Rose                 | Rachel Winfree           | Julia Gallego                              | Sylvia Garcel                           |
| Clarnella            | Mindy Sterling           | Marta Padován                              | Magda Giner                             |
| Narrador             | Anthony Hopkins          | Josep María Ullod                          | Juan Ramón Huerta                       |

## Producción

### Desarrollo

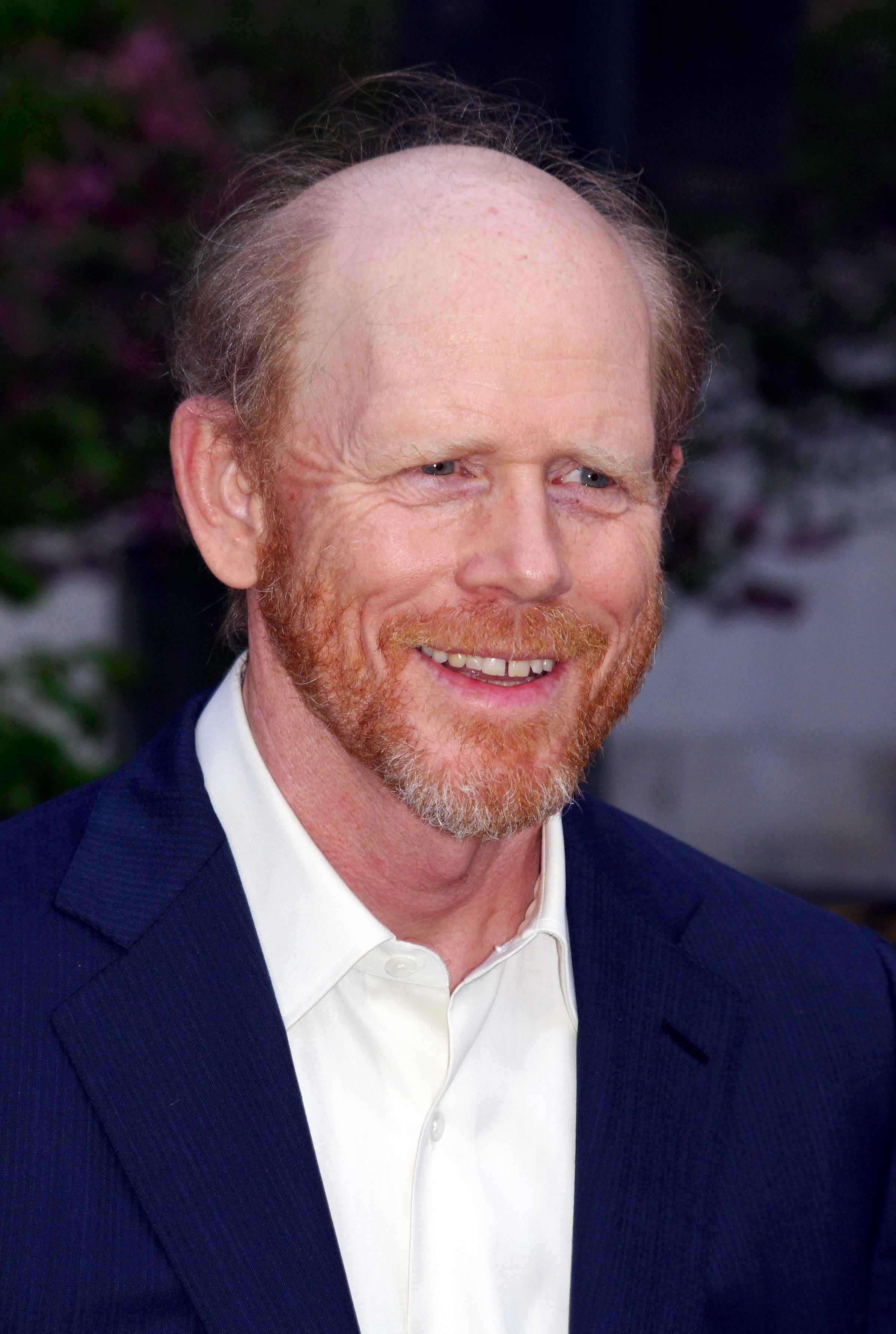
Ron Howard, director y coproductor de la película.

Hasta su muerte en 1991, el Dr. Seuss rechazó continuamente las ofertas para vender los derechos cinematográficos de sus libros. Después de una mala experiencia con Los cinco mil dedos del Dr. T (1953), de la cual fue autor de la historia, el guion y las letras de las canciones, Seuss quedó muy satisfecho con el cortometraje animado de El Grinch realizado por Chuck Jones en 1966, y lo consideraba inmejorable. Después de su muerte, su viuda Audrey Geisel empezó a aceptar varias ofertas de comercialización, incluyendo líneas de ropa, accesorios y CD. En julio de 1998, los representantes de Geisel anunciaron a través de una carta que se subastarían los derechos cinematográficos de ¡Cómo el Grinch robó la Navidad!. Las condiciones eran estrictas: para presentar sus ideas a Geisel, los aspirantes debían estar dispuestos a pagar cinco millones de dólares por adelantado, el 4% del total de los ingresos de taquilla, el 50% de los ingresos de comercialización y el 70% de los ingresos relacionados con el libro y la música. Además, «cualquier actor sugerido para el papel del Grinch debería ser de una categoría comparable a la de Jack Nicholson, Jim Carrey, Robin Williams y Dustin Hoffman». También se rechazarían las propuestas de cualquier director o guionista que no hubiera ganado al menos un millón de dólares con una película anterior.
Varios estudios y cineastas presentaron sus proyectos para una versión en imagen real de El Grinch. 20th Century Fox, con el director Tom Shadyac y los productores Dave Phillips y John Davis, presentó su propuesta, con Jack Nicholson en mente para el papel del Grinch. Los hermanos Farrelly y John Hughes también presentaron sus respectivas ofertas. Universal Pictures preparó su oferta con Brian Grazer y Gary Ross, pero Geisel la rechazó. Grazer llamó entonces a su socio Ron Howard para que se uniera a las negociaciones. En ese momento, Howard estaba desarrollando una adaptación cinematográfica de El lobo de mar y, a pesar de ser un gran admirador del cortometraje animado, no expresó interés en realizar la película. Sin embargo, Grazer le convenció para que viajara a la residencia de Geisel en La Jolla (California) para una reunión. Mientras estudiaba el libro, Howard se interesó por el personaje de Cindy Lou e imaginó una historia en la que Cindy tendría un papel más importante, así como una representación materialista de los Quién y una historia ampliada sobre los orígenes del Grinch.
En septiembre de 1998, Howard fue anunciado oficialmente como director y coproductor de una versión en imagen real de ¡Cómo el Grinch robó la Navidad!, con Jim Carrey como protagonista. Más tarde se anunció que Universal Pictures había pagado 9 millones de dólares por los derechos de El Grinch y de Oh, the Places You'll Go!, otro de los libros de Seuss. Antes de la participación de Howard, se le ofreció la dirección de la película a Tim Burton, quien rechazó la oferta debido a conflictos de programación con el rodaje de Sleepy Hollow (1999).
El guion definitivo, escrito por Jeffrey Price y Peter S. Seaman, guionistas de ¿Quién engañó a Roger Rabbit? (1988) y Doc Hollywood (1991), pasó por ocho borradores diferentes antes de llegar a su versión final. Audrey Geisel tuvo un importante control sobre el guion y llegó a vetar varios chistes que consideró inapropiados, incluyendo uno sobre una familia que no tenía árbol de Navidad ni regalos llamados los «Quién-steins». También se opuso a la colocación de un trofeo disecado de El gato en el sombrero en la pared del  Grinch. Alec Berg, David Mandel y Jeff Schaffer, guionistas de Seinfeld, hicieron reescrituras del guion no acreditadas.

### Rodaje y maquillaje

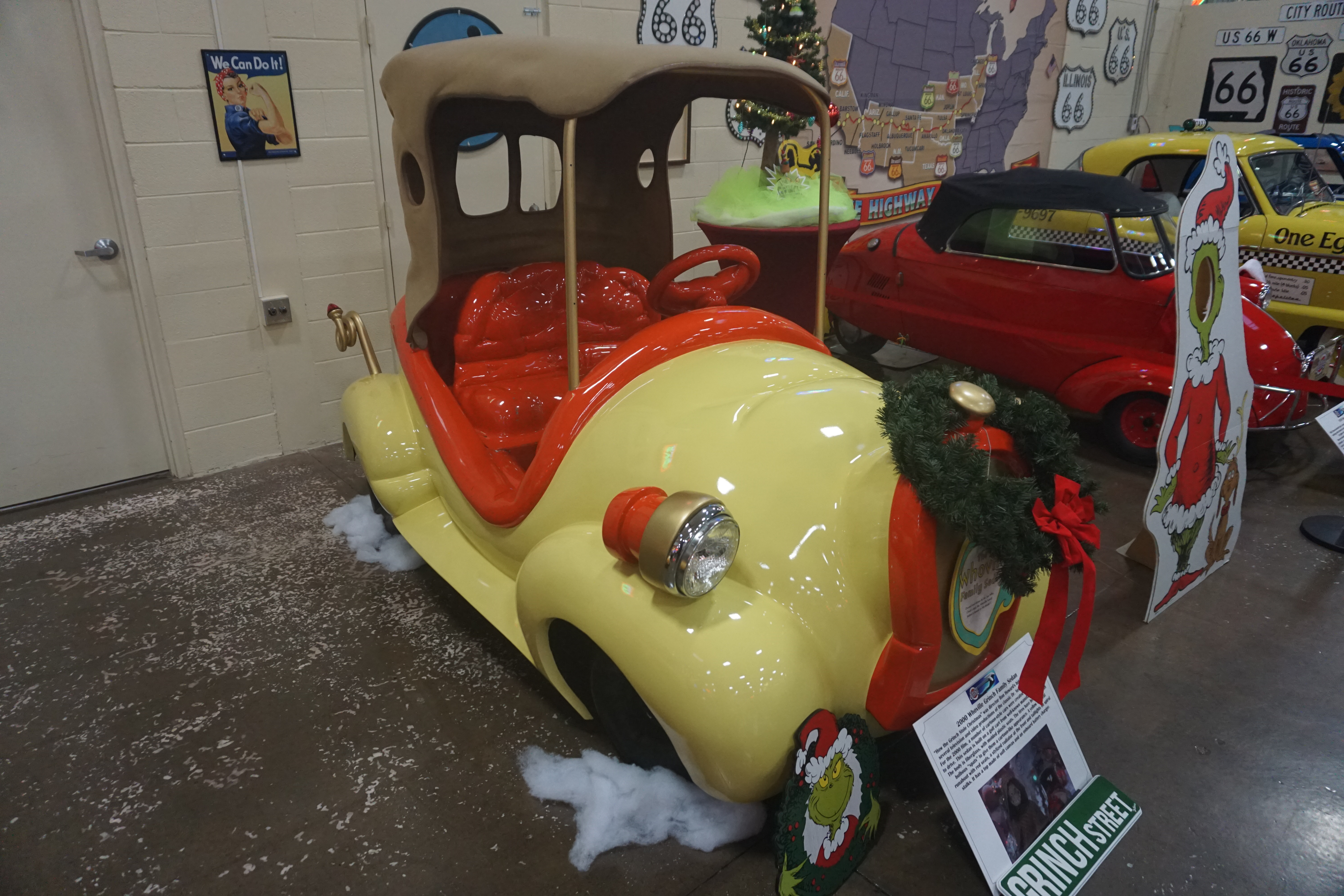
Uno de los automóviles que aparecen en la película, expuesto en un museo en el municipio de Chesterfield (Míchigan).

El rodaje de El Grinch se llevó a cabo de septiembre de 1999 a enero de 2000. Audrey Geisel visitó el set en octubre de 1999. El rodaje tuvo lugar casi íntegramente en los estudios Universal en Hollywood, donde se construyó el enorme decorado del pueblo de Villa Quién (el más grande jamás construido en los estudios), detrás del icónico decorado del motel Bates de Psicosis (1960). Una escena en la que el Grinch, Cindy Lou y Max bajan de la montaña en trineo para devolver los regalos fue rodada en una estación de esquí cercana a Salt Lake City (Utah).
El trabajo de maquillaje estuvo a cargo del renombrado artista Rick Baker, quien diseñó el maquillaje del Grinch y el resto del elenco. En un episodio de The Joe Rogan Experience, Baker explicó que originalmente «querían que pintara a Jim Carrey de verde, y nada más», pero después de filtrar un vídeo de prueba de él mismo llevando el maquillaje del Grinch, el estudio aceptó usar el maquillaje de Baker en la película. Después de varias pruebas, Carrey quedó impresionado por una fotografía de Baker llevando su primera versión del maquillaje, lo que llevó a la decisión de utilizar el diseño inicial de Baker. El traje peludo del Grinch estaba hecho de pelo de yak teñido de verde y cosido en un traje de elastano. Cada pelo fue cosido individualmente y con un doble nudo, por lo que la elaboración del traje requirió cuatro meses.
La primera aplicación del maquillaje del Grinch conllevó ocho horas, después de lo cual, Carrey, frustrado, agujereó la pared de su caravana de una patada y le dijo a Howard que no podía continuar en la película. El maquillador de Carrey, Kazuhiro Tsuji, reveló que al principio era complicado trabajar con él, ya que a menudo se mostraba irritable y desaparecía durante las filmaciones. Esto provocó importantes retrasos en la producción, y después de dos semanas sólo se habían completado tres días del plan de rodaje. Tsuji abandonó la producción, pero después de hablar con Howard y Baker, Carrey aceptó controlar su temperamento y Tsuji regresó al rodaje. Para ayudar a Carrey a lidiar con el agotador proceso de maquillaje, el productor Brian Grazer contrató a un consultor de la CIA que instruía a los agentes sobre técnicas para resistir torturas, con el fin de que enseñara al actor a mantenerse relajado. Según el propio Carrey, los consejos de este experto y la música de los Bee Gees fueron lo que le ayudó a soportar las largas horas de maquillaje.
Finalmente, el proceso de aplicación del maquillaje se refinó para que sólo requiriera dos horas y media por la mañana para ponerlo y una hora al final de la jornada para quitarlo. Carrey comparó la sensación de llevar el maquillaje y el traje del Grinch con «ser enterrado vivo todos los días». Mientras tanto, Josh Ryan Evans, quien interpretó al Grinch niño, llevaba el mismo maquillaje y traje que Carrey, pero tardaban en ponérselo cinco horas y media, tres horas más que a Carrey, porque sus prótesis eran más pequeñas y complejas. En total, Carrey pasó 92 días llevando el maquillaje y el traje del Grinch, y con el tiempo consiguió mantener la calma y sentirse cómodo durante el proceso. El maquillaje de los actores que interpretaron a los Quién supuso una gran tarea para Baker y su equipo, e hizo necesario reunir a uno de los departamentos de maquillaje más numerosos utilizados en una película. La mayoría de los actores llevaban prótesis que iban unidas a su labio superior, junto con narices postizas, dentaduras, orejas y pelucas. El Grinch está considerada la película con más actores maquillados desde El mago de Oz (1939).
Para mantener el ánimo de Carrey durante la producción, Howard se solidarizó con él llevando el maquillaje y el disfraz del Grinch durante todo un día, y en otra ocasión invitó al actor Don Knotts al rodaje, sabiendo que Carrey era admirador de su trabajo. Para interpretar al Grinch, Carrey debía llevar también unas lentes de contacto amarillas que le cubrían todo el globo ocular, pero a causa de la extrema incomodidad que le producían optó por dejar de usarlas, por lo que en muchas escenas sus ojos fueron coloreados digitalmente en posproducción.
En una escena en la que el Grinch dirige a su perro Max, Carrey improvisó haciendo una imitación de Howard y su forma de dirigir. Howard consideró la imitación tan divertida que decidió incluirla en la película.

## Banda sonora
La banda sonora se publicó el 7 de noviembre de 2000. Contiene canciones de diversos artistas como Busta Rhymes, Faith Hill, Eels, Smash Mouth y NSYNC, y también varios fragmentos de diálogo de la película.
El 1 de noviembre de 2022 se lanzó una edición ampliada de la banda sonora con más pistas de la partitura de James Horner, a través de La-La Land Records.

Toda la música compuesta por James Horner, excepto donde se indique lo contrario. 
| N.º   | Título                                                                                        | Escritor(es)                               | Interpretada por                   | Duración |  |
| 1.    | «Kids Today» (Diálogo)                                                                        |                                            | Jim Carrey y Taylor Momsen         | 0:21     |  |
| 2.    | «Grinch 2000»                                                                                 | Dr. Seuss, Albert Hague y Busta Rhymes     | Busta Rhymes y Jim Carrey          | 3:34     |  |
| 3.    | «Green Christmas»                                                                             | Steven Page y Ed Robertson                 | Barenaked Ladies                   | 2:35     |  |
| 4.    | «Christmas Of Love»                                                                           | Rick Cherloff, David Forman y Rob Hyman    | Little Isidore and The Inquisitors | 2:19     |  |
| 5.    | «Lonely Christmas Eve»                                                                        | Ben Folds                                  | Ben Folds                          | 3:19     |  |
| 6.    | «Grinch Schedule» (Diálogo)                                                                   |                                            | Jim Carrey                         | 0:40     |  |
| 7.    | «Better Do It Right»                                                                          | Greg Camp                                  | Smash Mouth                        | 3:10     |  |
| 8.    | «Whoville Medley (Perfect Christmas Night / Grinch)»                                          | Paul O'Neill, Robert Kinkel y Jon Oliva    | Trans-Siberian Orchestra           | 4:59     |  |
| 9.    | «Reindeer» (Diálogo)                                                                          |                                            | Jim Carrey                         | 0:35     |  |
| 10.   | «Christmas Is Going To The Dogs»                                                              | Mark Oliver Everett                        | Eels                               | 2:57     |  |
| 11.   | «You're A Mean One, Mr. Grinch»                                                               | Dr. Seuss y Albert Hague                   | Jim Carrey                         | 2:31     |  |
| 12.   | «Christmas Means More» (Diálogo)                                                              |                                            | Jim Carrey y Anthony Hopkins       | 0:49     |  |
| 13.   | «You Don't Have To Be Alone»                                                                  | JC Chasez, Veit Renn y David Nicoll        | NSYNC                              | 4:33     |  |
| 14.   | «Where Are You, Christmas?»                                                                   | James Horner, Will Jennings y Mariah Carey | Faith Hill                         | 4:07     |  |
| 15.   | «The Shape Of Things To Come» (Incluye Happy Who-lidays, escrita por Cynthia Weil)            |                                            |                                    | 6:31     |  |
| 16.   | «Memories Of A Green Childhood»                                                               |                                            |                                    | 3:28     |  |
| 17.   | «Christmas, Why Can't I Find You?»                                                            | James Horner y Will Jennings               | Taylor Momsen                      | 2:09     |  |
| 18.   | «Stealing Christmas» (Incluye diálogo de Jim Carrey, Taylor Momsen y Anthony Hopkins)         |                                            |                                    | 6:55     |  |
| 19.   | «The Big Heist»                                                                               |                                            |                                    | 4:01     |  |
| 20.   | «Does Cindy Lou Really Ruin Christmas?»                                                       |                                            |                                    | 4:20     |  |
| 21.   | «A Change Of The Heart»                                                                       |                                            |                                    | 3:44     |  |
| 22.   | «The Sleigh Of Presents»                                                                      |                                            |                                    | 6:01     |  |
| 23.   | «He Carves The Roast Beast» (Incluye Welcome Christmas, escrita por Dr. Seuss y Albert Hague) |                                            |                                    | 4:20     |  |
| 73:19 |                                                                                               |                                            |                                    |          |  |

## Recepción

### Taquilla
El Grinch recaudó 250 millones de dólares en Estados Unidos y 85,1 millones en otros territorios, dando lugar a una recaudación total de 345,1 millones, convirtiéndose en la sexta película de mayor recaudación de 2000.
En Estados Unidos, la película debutó en el primer puesto en su día de estreno, recaudando 15,6 millones de dólares. En su primer fin de semana recaudó un total de 55,1 millones, con un promedio de 17.615 dólares en 3.127 salas de cine. En el momento de su estreno, fue la sexta película con mayor recaudación en su primer fin de semana, por detrás de Toy Story 2, X-Men, Misión imposible 2, Star Wars: Episodio I - La amenaza fantasma y The Lost World: Jurassic Park. Se convirtió en la película de Jim Carrey con mayor recaudación en el fin de semana de su estreno, superando a Batman Forever (1995); y también en la de Ron Howard, superando a Rescate (1996). Fue la primera película no perteneciente a Disney en liderar la taquilla en el fin de semana del  Día de Acción de Gracias desde Mrs. Doubtfire en 1993, y mantuvo el récord de ser la película navideña con mayor recaudación en su fin de semana de estreno durante 18 años, hasta que la nueva adaptación animada de 2018 la superó en 67,6 millones.
En su segundo fin de semana, la película recaudó 52,1 millones de dólares, cayendo sólo un 5,1% y estableciendo un récord de mayor recaudación de una película en su segundo fin de semana en aquel momento, logrando superar a La amenaza fantasma. Se mantuvo en el primer puesto de la taquilla durante cuatro fines de semana seguidos, hasta que fue sobrepasada por What Women Want y Dude, Where's My Car? a mediados de diciembre. Sin embargo, continuó atrayendo multitudes a las salas de cine durante las fiestas navideñas, superando a otra película familiar, The Emperor's New Groove. Para entonces, había superado a Misión imposible 2 como película con mayor recaudación del año. La película concluyó su exhibición en los cines el 1 de marzo de 2001, con una recaudación total de 260.044.825 dólares. Según Box Office Mojo, El Grinch vendió más de 48,1 de entradas en Norteamérica.

### Críticas

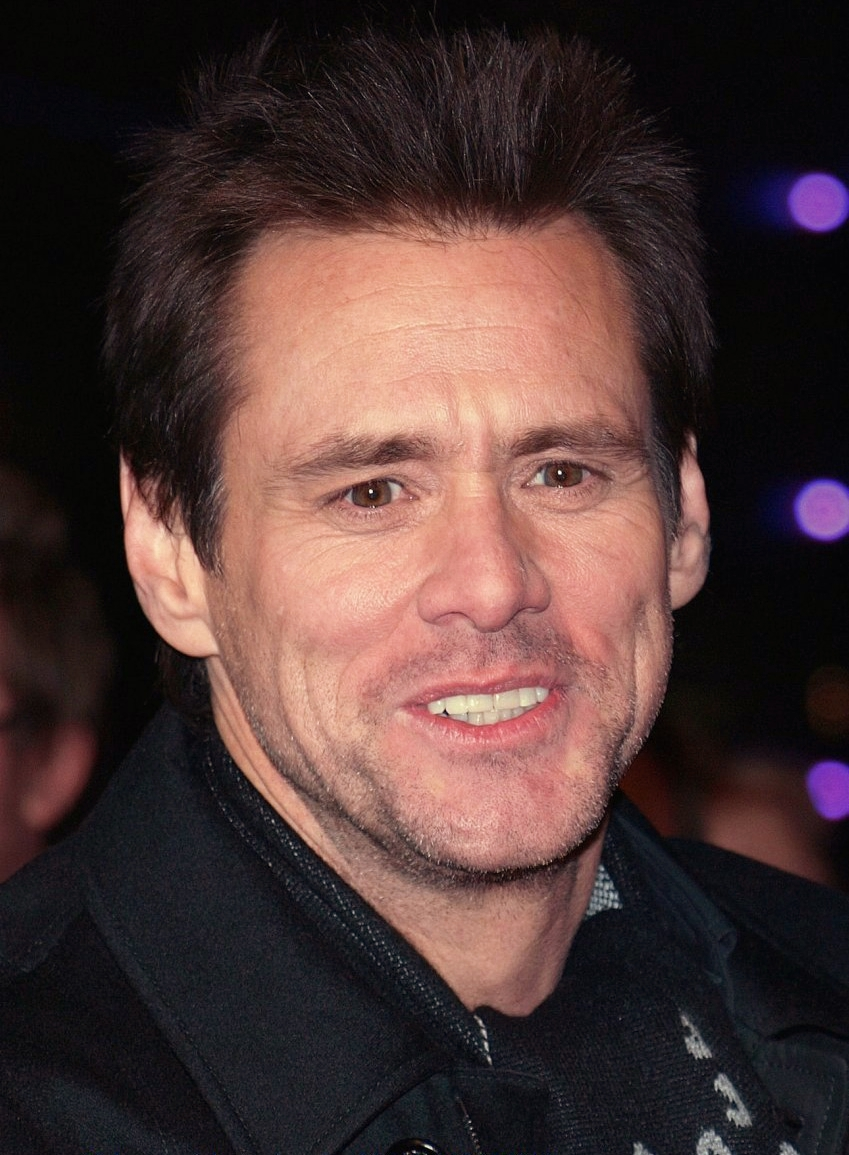
Aunque la película obtuvo valoraciones dispares, la actuación de Jim Carrey recibió los elogios de la crítica y el público.

En Rotten Tomatoes, El Grinch tiene un índice de aprobación del 49% basado en 144 comentarios, con una calificación promedio de 5,6/10. El consenso de los críticos dice: «Jim Carrey brilla como el Grinch. Por desgracia, no es suficiente para salvar esta película. Es mejor ver el cortometraje animado de televisión». En Metacritic, la película tiene una puntuación de 46 sobre 100, basada en 29 críticos, lo que indica «críticas mixtas o promedio». Las audiencias encuestadas por CinemaScore dieron a la película una calificación promedio de «A–» en una escala de A + a F.
Roger Ebert calificó la película con dos estrellas sobre cuatro, refiriéndose a ella como «una película sombría, inquietante y extraña sobre una criatura amargada», y señalando que el diseño de producción carecía del brillo festivo que la historia merecía. Ebert observó que Carrey «se esfuerza tanto como cualquier actor se ha esforzado jamás en una película, con poco resultado», pero añadió también que quizá los adultos puedan apreciar el esfuerzo de Carrey «de una forma intelectual».
Paul Clinton, de CNN, destacó la presencia dominante de Carrey en la película, señalando que «Carrey nació para interpretar este papel» y que «si él no aparece en una escena, no hay escena». De manera similar, Owen Gleiberman, de Entertainment Weekly comentó la personalidad «maliciosamente dividida» del Grinch y elogió la forma en la que la interpretación de Carrey pasa de caótica a emotiva, concluyendo que Carrey «sostiene la película» al equilibrar hábilmente sus locas payasadas con un giro emocional auténtico.
Peter Stack, de San Francisco Chronicle, dijo: «Nadie podría hacer el papel del Grinch mejor que Jim Carrey, cuyas elásticas locuras y su maníaco toque para las travesuras son tan adecuados para Cómo el Grinch robó la Navidad. El propio Dr. Seuss podría haber recurrido a Carrey como modelo para este clásico cascarrabias si el actor hubiera estado disponible en 1957». Sin embargo, se preguntó por qué Carrey «hablaba como Sean Connery», y advirtió que la intensidad del personaje podría asustar a los niños pequeños.
James Berardinelli, de ReelViews, escribió que «la interpretación extravagante de Carrey recuerda a lo que hizo en La Máscara, salvo que aquí no permite que los efectos especiales le eclipsen. El Grinch de Carrey es una combinación de la creación de Seuss y la personalidad de Carrey, con una voz que suena más como una extraña amalgama de Sean Connery y Jim Backus (¡Bond y Magoo unidos!) que como [Boris] Karloff», quien puso voz al Grinch en el cortometraje animado de 1966. Berardinelli concluyó que Carrey «lleva la animación a la imagen real y, rodeado de deslumbrantes escenarios fantásticos y de efectos especiales creados por ordenador, Carrey consigue que la versión de Ron Howard de la clásica historia se vea más como un esfuerzo bienvenido que una repetición innecesaria».
Otras críticas fueron más variadas. Stephanie Zacharek, de Salon, criticó la película, escribiendo que «Carrey logra una admirable interpretación de un personaje animado [...]. Está bien como imitación, pero la imitación no es el mejor campo para la genialidad cómica». A pesar de admitir algunas «improvisaciones fabulosas», sintió que las bromas de Carrey «no eran más que un esfuerzo desesperado de inyectar algo de humor poco convencional en una historia que por lo demás es insoportable, sin sentido y simplemente aburrida».
Todd McCarthy, de Variety, se hizo eco de algunas de esas sensaciones, señalando que «Carrey prueba todo tipo de entonaciones, tonos vocales y estilos de interpretación» en su actuación, llegando en ocasiones a recordar a James Cagney y Humphrey Bogart. Sin embargo, McCarthy pensó que, si bien en ocasiones las excentricidades de Carrey eran acertadas, también parecían «arbitrarias y dispersas». Además, comentó que «las diatribas sin restricciones de Carrey, repletas de alusiones y referencias que lo abarcan todo, están destinadas a ser apreciadas por los adultos» y es probable que «pasen desapercibidas para los preadolescentes».

### Premios y nominaciones
La película ganó 18 premios de un total de 37 nominaciones, algunos de los cuales fueron los siguientes:
| Premio                                  | Categoría                                           | Nominado(s)                                            | Resultado |
| --------------------------------------- | --------------------------------------------------- | ------------------------------------------------------ | --------- |
| Premios Óscar (73.ª edición)            | Mejor dirección de arte                             | Michael Corenblith Merideth Boswell                    | Nominados |
| Premios Óscar (73.ª edición)            | Mejor maquillaje                                    | Rick Baker Gail Ryan                                   | Ganadores |
| Premios Óscar (73.ª edición)            | Mejor diseño de vestuario                           | Rita Ryack                                             | Nominada  |
| Premios Globo de Oro (58.ª edición)     | Mejor actor - Comedia o musical                     | Jim Carrey                                             | Nominado  |
| Premios BAFTA (54.ª edición)            | Mejor maquillaje y peluquería                       | Rick Baker Kazuhiro Tsuji Toni G Gail Ryan Sylvia Nava | Ganadores |
| Kids' Choice Awards (14.ª edición)      | Película favorita                                   | Película favorita                                      | Ganadora  |
| Kids' Choice Awards (14.ª edición)      | Actor favorito                                      | Jim Carrey                                             | Ganador   |
| MTV Movie Awards (10.ª edición)         | Mejor villano                                       | Jim Carrey                                             | Ganador   |
| Teen Choice Awards (3.ª edición)        | Mejor ataque de ira                                 | Jim Carrey                                             | Ganador   |
| Premios Golden Raspberry (21.ª edición) | Peor remake o secuela                               | Peor remake o secuela                                  | Nominada  |
| Premios Golden Raspberry (21.ª edición) | Peor guion                                          | Jeffrey Price Peter S. Seaman                          | Nominados |
| Premios Satellite (5.ª edición)         | Mejor diseño de vestuario                           | Rita Ryack                                             | Ganadora  |
| Premios Satellite (5.ª edición)         | Mejor dirección de arte                             | Michael Corenblith                                     | Nominado  |
| Premios Satellite (5.ª edición)         | Mejores efectos visuales                            | Kevin Mack                                             | Nominado  |
| Premios Young Artist (22.ª edición)     | Mejor película familiar - Comedia                   | Mejor película familiar - Comedia                      | Ganadora  |
| Premios Young Artist (22.ª edición)     | Mejor actuación - Mejor actriz de diez años o menos | Taylor Momsen                                          | Nominada  |
| Premios Saturn (27.ª edición)           | Mejor película de fantasía                          | Mejor película de fantasía                             | Nominada  |
| Premios Saturn (27.ª edición)           | Mejor director                                      | Ron Howard                                             | Nominado  |
| Premios Saturn (27.ª edición)           | Mejor actor                                         | Jim Carrey                                             | Nominado  |
| Premios Saturn (27.ª edición)           | Mejor interpretación de un actor/actriz joven       | Taylor Momsen                                          | Nominada  |
| Premios Saturn (27.ª edición)           | Mejor diseño de vestuario                           | Rita Ryack David Page                                  | Nominados |
| Premios Saturn (27.ª edición)           | Mejor banda sonora                                  | James Horner                                           | Ganador   |
| Premios Saturn (27.ª edición)           | Mejor maquillaje                                    | Rick Baker Gail Ryan                                   | Ganadores |
| Premios Saturn (27.ª edición)           | Mejores efectos especiales                          | Kevin Mack Matthew E. Butler Bryan Grill Allen Hall    | Nominados |